# Цветово
Цветово (мкд. Цветово) је насеље у Северној Македонији, у северном делу државе. Цветово припада општини Студеничани, која окупља јужна предграђа Града Скопља.

## Географија
Цветово је смештено у северном делу Северне Македоније. Од најближег већег града, Скопља, насеље је удаљено 30 km јужно.
Насеље Цветово је у оквиру историјске области Торбешија, која се обухвата јужни обод Скопског поља. Насеље је смештено на западним висовима планине Китка. Западно од насеља издиже се планина Караџица. Надморска висина насеља је приближно 830 метара.
Месна клима је планинска због знатне надморске висине.

## Становништво
Цветово је према последњем попису из 2002. године имало 807 становника.
Претежно становништво у насељу су Турци (99%).
Већинска вероисповест је ислам.